# Isoperla chius
Isoperla chius är en bäcksländeart som beskrevs av Peter Zwick 1978. Isoperla chius ingår i släktet Isoperla och familjen rovbäcksländor. Inga underarter finns listade i Catalogue of Life.